# Wereldkampioenschap voetbal 2006/Groep F
Deze pagina beschrijft de uitslagen van de gespeelde wedstrijden in groep F van het Wereldkampioenschap voetbal 2006.

## Groep F
Voor velen was titelverdediger Brazilië opnieuw de favoriet, het herbergde vier van de beste voetballers allen spelend voor grote clubs: Adriano (Inter Milan), middenvelder Kaká (AC Milan), topscorer Ronaldo (Real Madrid) en vooral Ronaldinho (FC Barcelona) die met zijn wervelende acties verantwoordelijk was voor de Champions League winst. Heel Berlijn keek verwachtingsvol uit naar de eerste wedstrijd tegen Kroatië, maar de wedstrijd was bleekjes en alleen een sterk moment van Kaká was genoeg voor de winst. Ook de wedstrijd tegen Australië viel voor de liefhebbers van samba-voetbal tegen, Australië kreeg na de 1-0 van Adriano genoeg kansen, maar het werd uiteindelijk 2-0 door invaller Fred. Brazilië was al geplaatst, in de laatste wedstrijd tegen Japan maakte een veredeld B-team een veel frisser indruk, het won met 4-1 en de in de eerste wedstrijden zwaar tegenvallende Ronaldo scoorde twee doelpunten en was nu met Gerd Müller topscorer aller tijden.
Japan, Kroatië en Australië streden om de tweede plaats, Japan kwam tegen Australië op een 1-0 voorsprong door een doelpunt van de bij
Celtic spelende Shunsuke Nakuruma na verkeerd inlopen van de Australische doelman Mark Schwarzer en stond vijf minuten voor tijd nog steeds voor. De Nederlandse bondscoach Guus Hiddink, die eerder wonderen verrichtte op het vorige WK bij Zuid-Korea bracht Tim Cahill en John Aloisi in, zij zorgden voor drie doelpunten in vijf minuten tijd. Het waren de eerste doelpunten en de eerste zege van Australië op een WK. Japan tegen Kroatië was doelpuntloos, mede omdat de Kroaat Darijo Srna een strafschop miste.
In het beslissende duel tegen Kroatië zou Australië genoeg hebben aan een gelijkspel. Al vroeg in de wedstrijd kwam Kroatië voor door een vrije trap van Srna, na een overduidelijke handsbal kreeg Australië een strafschop die de gelijkmaker opleverde. Hiddink had voor de wedstrijd doelman Schwarzer gepasseerd ten gunste van ex-Roda JC doelman Željko Kalac, dat was geen gelukkige keuze, want hij blunderde opzichtig bij het tweede doelpunt. De Australiërs hadden echter een geweldige fighting spirit en kwamen in de 77e minuut op gelijke hoogte na een doelpunt van Harry Kewell. Australië had zich geplaatst voor de achtste finales en Hiddink had opnieuw een huzarenstukje afgeleverd. In de slotfase kreeg de Kroaat Josip Šimunić zijn tweede gele kaart, scheidsrechter Graham Poll vergat hem uit het veld te sturen en later stuurde Poll hem toch uit het veld na een derde gele kaart. Poll besluit na deze opmerkelijke blunder zijn loopbaan te beëindigen.
| Land      | Wed | Win | Gel | Ver | DV | DT | +/− | Pnt |
| --------- | --- | --- | --- | --- | -- | -- | --- | --- |
| Brazilië  | 3   | 3   | 0   | 0   | 7  | 1  | 6   | 9   |
| Australië | 3   | 1   | 1   | 1   | 5  | 5  | 0   | 4   |
| Kroatië   | 3   | 0   | 2   | 1   | 2  | 3  | –1  | 2   |
| Japan     | 3   | 0   | 1   | 2   | 2  | 7  | –5  | 1   |

|                                               |                              |       |              |                                                                                             |
| 12 juni 2006 «onderlinge duels» 15:00 (UTC+2) | Australië                    | 3 – 1 | Japan        | Fritz-Walter-Stadion, Kaiserslautern Toeschouwers: 46.000 Scheidsrechter: Esam Abd El Fatah |
| 12 juni 2006 «onderlinge duels» 15:00 (UTC+2) | Cahill 84', 89' Aloisi 90+2' |       | 26' Nakamura | Fritz-Walter-Stadion, Kaiserslautern Toeschouwers: 46.000 Scheidsrechter: Esam Abd El Fatah |

|                                               |          |       |         |                                                                               |
| 13 juni 2006 «onderlinge duels» 21:00 (UTC+2) | Brazilië | 1 – 0 | Kroatië | Olympiastadion, Berlijn Toeschouwers: 72.000 Scheidsrechter: Benito Archundia |
| 13 juni 2006 «onderlinge duels» 21:00 (UTC+2) | Kaká 44' |       |         | Olympiastadion, Berlijn Toeschouwers: 72.000 Scheidsrechter: Benito Archundia |

|                                               |         |       |       |                                                                                        |
| 18 juni 2006 «onderlinge duels» 15:00 (UTC+2) | Kroatië | 0 – 0 | Japan | easyCredit-Stadion, Neurenberg Toeschouwers: 41.000 Scheidsrechter: Frank De Bleeckere |
| 18 juni 2006 «onderlinge duels» 15:00 (UTC+2) |         |       |       | easyCredit-Stadion, Neurenberg Toeschouwers: 41.000 Scheidsrechter: Frank De Bleeckere |

|                                               |                      |       |           |                                                                         |
| 18 juni 2006 «onderlinge duels» 18:00 (UTC+2) | Brazilië             | 2 – 0 | Australië | Allianz Arena, München Toeschouwers: 66.000 Scheidsrechter: Markus Merk |
| 18 juni 2006 «onderlinge duels» 18:00 (UTC+2) | Adriano 49' Fred 90' |       |           | Allianz Arena, München Toeschouwers: 66.000 Scheidsrechter: Markus Merk |

|                                               |            |       |                                             |                                                                              |
| 22 juni 2006 «onderlinge duels» 21:00 (UTC+2) | Japan      | 1 – 4 | Brazilië                                    | Signal Iduna Park, Dortmund Toeschouwers: 65.000 Scheidsrechter: Éric Poulat |
| 22 juni 2006 «onderlinge duels» 21:00 (UTC+2) | Tamada 34' |       | 45+1', 81' Ronaldo 53' Juninho 59' Gilberto | Signal Iduna Park, Dortmund Toeschouwers: 65.000 Scheidsrechter: Éric Poulat |

|                                               |                      |       |                             |                                                                                 |
| 22 juni 2006 «onderlinge duels» 21:00 (UTC+2) | Kroatië              | 2 – 2 | Australië                   | Mercedes-Benz Arena, Stuttgart Toeschouwers: 52.000 Scheidsrechter: Graham Poll |
| 22 juni 2006 «onderlinge duels» 21:00 (UTC+2) | Srna 2' N. Kovač 56' |       | 38' (pen.) Moore 79' Kewell | Mercedes-Benz Arena, Stuttgart Toeschouwers: 52.000 Scheidsrechter: Graham Poll |

## Overzicht van wedstrijden
| Groepswedstrijden | | | |
| Groep A | Groep B | Groep C | Groep D |
| Duitsland - Costa Rica Polen - Ecuador Duitsland - Polen Ecuador - Costa Rica Ecuador - Duitsland Costa Rica - Polen             | Engeland - Paraguay Trinidad en Tobago - Zweden Engeland - Trinidad en Tobago Zweden - Paraguay Zweden - Engeland Paraguay - Trinidad en Tobago | Argentinië - Ivoorkust Servië en Montenegro - Nederland Argentinië - Servië en Montenegro Nederland - Ivoorkust Nederland - Argentinië Ivoorkust - Servië en Montenegro | Mexico - Iran Angola - Portugal Mexico - Angola Portugal - Iran Portugal - Mexico Iran - Angola                               |
| Groep E | Groep F | Groep G | Groep H |
| Italië - Ghana Verenigde Staten - Tsjechië Italië - Verenigde Staten Tsjechië - Ghana Tsjechië - Italië Ghana - Verenigde Staten | Australië - Japan Brazilië - Kroatië Brazilië - Australië Japan - Kroatië Japan - Brazilië Kroatië - Australië                                  | Frankrijk - Zwitserland Zuid-Korea - Togo Frankrijk - Zuid-Korea Togo - Zwitserland Togo - Frankrijk Zwitserland - Zuid-Korea                                           | Spanje - Oekraïne Tunesië - Saoedi-Arabië Spanje - Tunesië Saoedi-Arabië - Oekraïne Saoedi-Arabië - Spanje Oekraïne - Tunesië |
| Achtste finales | | | |
| Duitsland - Zweden Argentinië - Mexico                                                                                           | Italië - Australië Zwitserland - Oekraïne | Engeland - Ecuador Portugal - Nederland | Brazilië - Ghana Spanje - Frankrijk                                                                                           |
| Kwartfinales | | | |
| Duitsland - Argentinië | Italië - Oekraïne | Engeland - Portugal | Brazilië - Frankrijk |
| Halve finales | | | |
| Duitsland - Italië | Duitsland - Italië | Portugal - Frankrijk | Portugal - Frankrijk |
| Troostfinale | | | |
| Duitsland - Portugal | | | |
| Finale | | | |
| Italië - Frankrijk | | | |